# 森特鎮區 (堪薩斯州艾奇遜縣)
森特鎮區（英語：Center Township）為位在美國堪薩斯州艾奇遜縣的鎮區。2010年美国人口普查中該鎮區人口有625人。

## 地理
森特鎮區涵蓋面積138.8平方（53.6平方英里），境內無城市設立。

### 溪流
通過此鎮區的溪流有：
- 小斯特蘭傑溪（Little Stranger Creek）
- 穆尼溪（Mooney Creek）

## 人口統計
根據2010年美國人口普查，森特鎮區人口有625人，人口密度為4.5人/平方公里。種族方面，98.4%為白人；0.64%為非裔美洲人；0.16%為美洲原住民；0%為亞洲人；0%為太平洋島民；0.16%為其他種族；另外有0.64%為兩個或以上的種族。而西班牙裔美國人或拉丁美洲人佔該鎮區人口的0.8%。

## 外部連結
- USGS Geographic Names Information System (GNIS)（页面存档备份，存于）
- US-Counties.com
- City-Data.com （页面存档备份，存于）